# Clypastraea specularis
Clypastraea specularis är en skalbaggsart som först beskrevs av Thomas Casey 1900.  Clypastraea specularis ingår i släktet Clypastraea och familjen punktbaggar. Inga underarter finns listade i Catalogue of Life.